# ¿Dónde están los ladrones?
¿Dónde están los ladrones? (v doslovném překladu do češtiny „Kde jsou zloději?“) je album kolumbijské zpěvačky Shakiry z roku 1998. Prodalo se jej více než 7,5 milionu kusů. Název alba se vztahuje k výletu při kterém byl ukraden její batoh (který obsahoval texty z tohoto alba).

## Pracovní skupina
- Shakira – texty, zpěv, kytara, harmonika
- Emilio Estefan Jr. – režisér
- Javier Garza – producent, mix, programátor
- Luis Fernando Ochoa – producent, texty, kytara, basová kytara
- Lester Mendez – producent , programátor
- Pablo Florez – producent,
- Sebastian Krys
- Alfred Figueroa
- Kieran Wagner
- Chris Wiggins
- Kevin Dillon – koordinátor
- Wendy Pedersen
- Adam Zimmon – kytara
- Marcelo Acevedo – kytara
- Randy Barlow
- Teddy Mulet
- Brendan Buckley – bubny
- Lee Levin – bubny
- Edwin Bonilla – perkuse

## Ocenění
- 2000 – první cena na latinskoamerické grammy za „nejlepší ženský hlas“ pro písničku Ojos Así, v kategorii popmusic
- 2000 – první cena na latinskoamerické grammy za „nejlepší ženský hlas“ pro písničku Octavo Día, v kategorii rock
- 2000 – nominace na latinskoamerické grammy na „nejlepší album roku a nejlepší popové album“

## Písně
- Ciega, Sordomuda
- Tú
- No Creo
- Inevitable
- Ojos Así
- Moscas En La Casa
- Si Te Vas
- Octavo Día
- ¿Dónde Están Los Ladrones?